# Hans Munz (1916-2013)
Hans Munz (Bottighofen, 5 augustus 1916 - Amriswil, 4 maart 2013) was een Zwitsers advocaat, bestuurder en politicus voor de Vrijzinnig-Democratische Partij (FDP/PRD) uit het kanton Thurgau.

## Biografie

### Afkomst en opleiding
Hans Munz was een zoon van Ernst Munz, een landbouwer, en van Anna Altwegg. Hij trouwde in 1947 met Hanna Rüger en hertrouwde in 1984 met Mercedes Graf. Hij studeerde rechten aan de Universiteit van Zürich van 1936 tot 1942 en behaalde in 1946 een doctoraat. Vanaf 1946 was hij als advocaat actief in het kantoor van Alfred Müller. Later zou hij dit kantoor overnemen.

### Politicus
Munz zetelde van 1956 tot 1972 in de Grote Raad van Thurgau, waar hij actief was inzake het ziekenhuisbeleid en het fiscaal beleid. Tussen 1960 en 1968 was hij voorzitter van de kantonnale afdeling van zijn partij. Van 5 juni 1967 tot 27 november 1983 zetelde hij in de Kantonsraad, waarvan hij van 29 november 1976 tot 28 november 1977 voorzitter was.

### Bestuurder
Munz was bestuurder in diverse ondernemingen, zoals Berner Allgemeine, de Zwitserse federale spoorwegen (SBB/CFF/FFS) en UBS. Van 1973 tot 1983 was hij ook voorzitter van de raad van bestuur van Saurer AG. Nadat hij begin jaren 1980 onder vuur kwam te liggen als gevolg van de economische moeilijkheden van Saurer, trok hij zich terug uit het politieke en economische leven.